# Joelle Cartright
Joelle Cartright (16 de marzo de 1982) es una deportista haitiana que compitió en taekwondo. Ganó una medalla de bronce en el Campeonato Panamericano de Taekwondo de 2002 en la categoría de –72 kg.

## Palmarés internacional
| Campeonato Panamericano | Campeonato Panamericano | Campeonato Panamericano | Campeonato Panamericano |
| Año                     | Lugar                   | Medalla                 | Categoría               |
| ----------------------- | ----------------------- | ----------------------- | ----------------------- |
| 2002                    | Quito (Ecuador)         | Medalla de bronce       | –72 kg                  |